# N828 (België)
De N828 is een gewestweg in de Belgische provincie Luxemburg bij de plaats Bouillon. De route verbindt de N89 bij Curfoz met de N89 ten zuiden van Bouillon. De route heeft een lengte van ongeveer 5 kilometer en bestaat uit twee rijstroken voor beide rijrichtingen samen. In de plaats Bouillon is echter ook een gedeelte ingericht als eenrichtingsverkeersweg en alleen te berijden naar het noorden toe. De N828z vormt hier de route in tegenovergestelde richting.

## N828a
De N828a is een aftakking van de N828 bij Curfoz. De 500 meter lange route gaat over de Rue des Quatre Moineaux en vormt de oude route van de N828 naar de N89 toe. De huidige N828 sluit nu iets zuidelijker aan op de N89.

## N828z
De N828z is een onderdeel van de N828 in Bouillon. De 750 meter lange route is ingericht als eenrichtingsverkeersweg en alleen te berijden vanuit noord naar zuid. De route gaat over de Quai de la Maladrerie, Port de Liège (brug over de Semois) en Quai du Rempart. De route had oorspronkelijk het wegnummer N828b.